# Georges Monseur
Georges Monseur, né le 30 août 1884 à Couillet, section de la commune de Charleroi, et mort le 6 août 1961 à Saint-Étienne, est un coureur cycliste belge, professionnel de 1910 à 1914.

## Palmarès
- 1911
  - Liège-Charleroi
  - 2e du Circuit Jemeppien
- 1913
  - 2e de Paris-Menin

## Résultats sur le Tour de France
2 participations
- 1912 : non partant à la 1re étape
- 1914 : abandon à la 6e étape.